# Irma Rommella
Irma Rommella (Engels: Irma Pince) is een personage in de Harry Potterboekenreeks van J.K. Rowling. Ze is de bibliothecaresse van Zweinsteins Hogeschool voor Hekserij en Hocus-Pocus. Ze is extreem zuinig op haar boeken en wordt daarom wel vergeleken met een "ondervoede gier".
Toen Harry, Ron en Hermelien in hun eerste jaar op zoek waren naar informatie over Nicolaas Flamel, was Mevrouw Rommella een obstakel. Echter, in hun tweede jaar konden ze om Rommella heen toen ze informatie wilden hebben over de Wisseldrank uit de Verboden Sectie van de bibliotheek. Hermelien had door haar charmes in de strijd te gooien een handtekening van Professor Smalhart weten te krijgen, zodat Rommella geen bezwaar meer kon maken.